# Anaclet II
Anaclet II (Pietro Pierleoni) est antipape du 14 février 1130 à sa mort, le 25 janvier 1138. Son rival est le pape Innocent II.

## Biographie
À la mort d'Honorius II, les cardinaux se scindent en deux factions qui se choisissent chacune un pape :
- le premier groupe, d'origine française, vient de créer l'ordre du Temple au concile de Troyes. Il opte pour le cardinal Gregorio Papareschi, qui devient Innocent II ;
- le second groupe, d'origine romaine, élit Pierre de Léon sous le nom d'Anaclet II. Celui-ci appartient à une famille issue d'un juif converti, les Pierleoni[1].

Le roi franc Louis VI le Gros n'accepte pas cette situation. Il convoque les évêques de son royaume à Étampes, afin de juger lequel des deux papes est le bon sur le plan canonique. Il fait aussi venir saint Bernard 1er abbé de Clairvaux qui vient de participer au concile de Troyes, où fut rédigée la règle de l'ordre du Temple. C'est Saint Bernard qui décide de la chose devant les évêques français : il juge qu'Innocent II est canonique. Il se rend ensuite auprès des puissants seigneurs de l'époque pour présenter son candidat. Il emporte l'adhésion du roi d'Angleterre, mais rencontre des difficultés avec d'autres[Qui ?], dont le duc d'Aquitaine.
Innocent II, reconnu par le roi de France, fait rapidement convoquer les évêques au concile de Reims, qui commence le 13 octobre 1131. À l'issue de celui-ci, Innocent II est solennellement approuvé, tandis qu'Anaclet se voit excommunié.[source insuffisante]
De son côté, Anaclet II est soutenu par les Normands de Sicile et, par l'intermédiaire de son légat des Gaules Girard II d'Angoulême, fait pression sur le clergé français, mais il se heurte rapidement à une forte opposition, notamment à celle de Bernard de Clairvaux, qui lui reproche de ne pas avoir fait une conversion sincère. Bernard, qui, pendant la deuxième croisade, s'opposera au massacre des « Juifs perfides », c'est-à-dire « déicides », souhaitant à ceux ci « non pas votre mort mais que vous soyez convertis et viviez » sans quoi « ils subissent alors de justes peines pour un si grand forfait », écrit qu'il considère comme une injure que « la race juive puisse occuper le siège de saint Pierre ».[pas clair]
Innocent II est un moment prisonnier du roi normand Roger II de Sicile. Anaclet II est cependant excommunié en 1135 par le concile de Pise. Il meurt en 1138. En apprenant sa mort, Bernard de Clairvaux écrivit : « Grâce à Dieu, le misérable, qui a induit Israël dans le péché, a été englouti par la mort et jeté dans les entrailles de la terre. Puissent tous ceux qui lui ressemblent subir le même châtiment. »